# Кале-Дешт (Талеш)
Кале-Дешт (перс. كله دشت) — село в Ірані, у дегестані Тула-Руд, у Центральному бахші, шагрестані Талеш остану Ґілян. За даними перепису 2006 року, його населення становило 42 особи, що проживали у складі 9 сімей.